# 戴進賢
戴进贤（1680年—1746年），字嘉宾，德国天文学家、数学家、耶稣会在华传教士，原名伊格納茨·柯格勒（Ignaz Kögler）。他曾在清廷供职29年之久。

## 生平
戴进贤出生於德国巴伐利亞莱希河畔兰茨贝格。康熙五十五年（1717年）来到中国，任钦天监监正。雍正九年（1731年）任礼部侍郎。乾隆十一年（1746年）卒于北京。